# Risanka
Risanka je vrsta ilustracije, včasih animirana, običajno v nerealističnem ali polrealističnem slogu. Poseben pomen se je sčasoma razvil, vendar se sodobna raba običajno nanaša na: podobo ali serijo podob, namenjenih satiri, karikaturi ali humorju; ali film, ki za svojo animacijo temelji na zaporedju ilustracij. Nekdo, ki ustvarja risanke v prvem pomenu, se imenuje risar, v drugem smislu pa se običajno imenuje animator.
Koncept je nastal v srednjem veku in je najprej opisal pripravljalno risbo, imenovano karton, za umetniško delo, kot so slika, freska, tapiserija ali vitražno okno. V 19. stoletju, ki se je začelo v reviji Punch leta 1843, se je risanka - sprva ironično - začela sklicevati na šaljive ilustracije v revijah in časopisih. Potem so ga uporabljali tudi za politične risanke in stripe. Ko se je medij razvil, se je v začetku 20. stoletja začel nanašati na animirane filme, ki so bili podobni risanim risbam.

## Likovna umetnost
Karton (iz italijanščine cartone in nizozemščine karton - besede, ki opisujejo močan, težak papir ali lepenko) je risba v polni velikosti, izdelana na trdnem papirju kot zasnova ali model slike, vitraža ali tapiserije. Kartoni so bili običajno uporabljeni pri izdelavi fresk, da so natančno povezali sestavne dele kompozicije, ko so več dni barvali na vlažen omet (giornate). V medijih, kot sta steklena tapiserija ali vitraž, je umetnik karton predal spretnim obrtnikom, ki so izdelali končno delo.
Takšni kartoni imajo pogosto vbode po obrisih, tako da je vrečka saj, s katero so potrepljali ali tapkali na karton ob steni, pustila na ometu črne pike. Kartoni slikarjev, kot so Rafaelovi v Londonu, in primeri Leonarda da Vincija so sami po sebi zelo cenjeni. Kartonom za tapiserije, običajno barvnim, so tkalci na statvah sledili z očmi.

## Množični mediji
V tiskanih medijih je risanka ilustracija ali serija ilustracij, ki so po navadi šaljive. Ta uporaba sega v leto 1843, ko je revija Punch izraz uporabila za satirične risbe na svojih straneh, zlasti za skice Johna Leecha.{sfn|Adler|Hill|2008|p=30}} Prva izmed njih je parodirala pripravljalne kartone za velike zgodovinske freske v takrat novi Westminstrski palači. Prvotni naslov teh risb je bil Mr Punch's face is the letter Q, novi naslov risanka pa naj bi bil ironičen, sklic na samozavestno držo politikov iz Westminstra.
Risanke lahko razdelimo na geg risanke, ki vključujejo uredniške risanke in stripe.
Sodobne enostranske gag-risanke, ki jih najdemo v revijah, so običajno sestavljene iz ene risbe z napisom, nameščenem spodaj ali manj pogosto z govornim balonom. Časopisni sindikati so distribuirali tudi enostranske gag-risanke, avtorjev Mel Calman, Bill Holman, Gary Larson, George Lichty, Fred Neher in drugi. Mnogi menijo, da je risar iz New Yorkerja Peter Arno oče moderne gag-risanke. V seznamu risarjev so Charles Addams, Charles Barsotti in Chon Day.
Bill Hoest, Jerry Marcus in Virgil Partch so se začeli ukvarjati z risanjem revij in se preselili v sindicirane stripe. Richard Thompson je ilustriral številne članke v The Washington Post, preden je ustvaril svoj strip Cul de Sac. V športnem delu časopisov so bile po navadi risanke, včasih pa tudi sindicirane funkcije, kot je Chester »Chet« Brownov All in Sport.
Uredniške risanke najdemo skoraj izključno v novičarskih publikacijah in na spletnih straneh z novicami. Čeprav uporabljajo tudi humor, so resnejših tonov, pogosto uporabljajo ironijo ali satiro. Umetnost po navadi deluje kot vizualna prispodoba, ki ponazarja stališča do aktualnih družbenih ali političnih tem. Uredniške risanke pogosto vključujejo govorne balone in včasih uporabljajo več slikč. Med pomembne uredniške risarje spadajo Herblock, David Low, Jeff MacNelly, Mike Peters in Gerald Scarfe.
Komični stripi, ki so znani tudi kot risani stripi, dnevno najdemo v časopisih po vsem svetu in so običajno zaporedje kratke serije risanih ilustracij. Kljub temu pa ustvarjalce stripov - kot tudi stripe in grafične romane - običajno imenujemo risarji. Čeprav je humor najpogostejša tematika, sta v tem mediju zastopani tudi pustolovščina in drama. Nekateri omembe vredni risarji humorističnih stripov so Scott Adams, Steve Bell, Charles Schulz, E. C. Segar, Mort Walker in Bill Watterson.
Miki Muster je bi med drugim znan slovenski stripar. Njegovi najbolj poznani stripovski junaki so Zvitorepec, Trdonja in Lakotnik, ki so nastopili v kar 43 epizodah. 

## Politične risanke
Politične risanke so kot ilustrirani uvodnik, ki služi vizualnim komentarjem političnih dogodkov. Ponujajo subtilne kritike, ki so pametno citirane s humorjem in satiro do te mere, da kritizirani ne postanejo ogorčeni.
Slikovna satira Williama Hogartha velja za predhodnico razvoja političnih risank v Angliji iz 18. stoletja. George Townshend je v 1750-ih ustvaril nekaj prvih očitno političnih risank in karikatur. Medij se je začel razvijati v drugi polovici 18. stoletja pod vodstvom njegovih velikih predstavnikov Jamesa Gillraya in Thomasa Rowlandsona, oba iz Londona. Gillray je raziskal uporabo medija za posmehovanje in karikiranje, o njem pa so govorili kot o očetu politične risanke. S klicem kralja, premierjev in generalov, da so odgovorni za svoje vedenje, so bile številne satire Gillrayja usmerjene proti Juriju III., ki ga je upodobil kot pretencioznega klovna, medtem ko je bil večji del njegovega dela namenjen zasmehovanju ambicij revolucionarne Francije in Napoleona. George Cruikshank je postal vodilni risar v obdobju po Gillrayu, od 1815 do 1840-ih. Njegova kariera je bila znana po njegovih družbenih karikaturah angleškega življenja za priljubljene publikacije.

## Znanstvene risanke
Risanke, kot je xkcd, so našle svoje mesto tudi v svetu znanosti, matematike in tehnologije. Na primer, risanka Wonderlab je obravnavala vsakdanje življenje v kemijskem laboratoriju. V ZDA je eden od znanih risarjev s teh področij Sidney Harris. Številne risanke Garyja Larsona imajo znanstveni priokus.

## Stripi
Knjige z risankami so običajno stripi v obliki revij ali občasno ponatisi časopisnih risank.
V Veliki Britaniji so bile v 1930-ih zelo priljubljene pustolovske revije  zlasti tiste, ki jih je objavljal DC Thomson; založnik je poslal opazovalce po državi, da se pogovorijo z ljudmi in se naučijo, o čem bi radi brali. Zgodba v revijah, stripih in kinematografih, ki je bila najbolj všeč fantom, je bilo glamurozno junaštvo britanskih vojakov, ki so se borili v vznemirljivih in pravičnih vojnah. DC Thomson je prvi The Dandy Comic izdal decembra 1937. Imel je revolucionarno zasnovo, ki se je ločila od običajnih otroških stripov, objavljenih po velikosti in ne preveč barvitih. Thomson je svoj uspeh izkoristil s podobnim izdelkom The Beano leta 1938.
Včasih so za izdajo knjig ustvarili nove risane filme, kot je bil primer z Think Small, promocijsko knjigo iz leta 1967, ki so jo distributerji Volkswagna razdelili kot darilo. Bill Hoest in drugi risarji tega desetletja so risali risanke Volkswagna, ki so jih skupaj s šaljivimi avtomobilističnimi eseji objavili humoristi, kot so H. Allen Smith, Roger Price in Jean Shepherd. Zasnova knjige je vsako risanko postavila skupaj s fotografijo ustvarjalca risanke.

## Animacije
Zaradi slogovnih podobnosti med stripi in zgodnjimi animiranimi filmi se je risanka začela nanašati na animacijo, beseda risanka pa se trenutno uporablja tako v animirani risanki kot v risanih filmih. Medtem ko animacija označuje kateri koli slog ilustriranih slik, ki jih vidimo hitro v zaporedju, da ustvarjajo vtis gibanja, se beseda risanka najpogosteje uporablja kot deskriptor televizijskih programov in kratkih filmov, namenjenih otrokom, po možnosti z antropomorfiziranimi živalmi, superjunaki, dogodivščine otroških protagonistov ali sorodne teme.
V 1980-ih se je cartoon - risanka skrajšal na toon - risančki, nanašajoč se na like v animirano-igranih produkcijah. Ta izraz je bil leta 1988 populariziran v kombiniranem filmu Who Framed Roger Rabbit (Kdo je potunkal Rogerja Zajca), ki mu je leta 1990 sledila animirana TV-serija Tiny Toon Adventures.